# Pilea ovalis
Pilea ovalis är en nässelväxtart som beskrevs av August Heinrich Rudolf Grisebach. Pilea ovalis ingår i släktet pileor, och familjen nässelväxter. Inga underarter finns listade i Catalogue of Life.